# Скобелєв Михайло Дмитрович
Миха́йло Дми́трович Ско́белєв (нар. 17 (29) вересня 1843 — пом. 7 липня 1882) — російський воєначальник, генерал від інфантерії (1881), генерал-ад'ютант (1878).

## Біографія
Народився недалеко від Москви, в сім'ї офіцера російської армії.
В 1868 році закінчив Академію генштабу і був направлений для служби до Туркестану. Брав участь в Хівінському поході 1873 і у захопленні Кокандського ханства (1873—1876). Із лютого 1876 військовий губернатор Ферганської області.
Під час російсько-турецької війни 1877—1878 фактично командував (будучи начальником штабу Зведеної козачої дивізії) Кавказькою козачою бригадою під час 2-го штурму Плевни (Плевена) в липні 1877 і окремим загоном при оволодінні Ловецької (Ловечем) в 1877 серпні. Під час 3-го штурму Пльовни (1877 серпня) успішно керував діями лівофлангового загону, який прорвався до Пльовне, але не отримав своєчасну підтримку від командування. Командуючи 16-й піхотною дивізією, брав участь в блокаді Пльовни і зимовому переході через Балкани (через Імітлійській перевал), зігравши вирішальну роль в битві під Шейновим. В лютому 1878 зайняв Сан-Стефано під Стамбулом.
Скобелєв був прихильником сміливих та рішучих дій, володів глибокими і всебічними знаннями у військовій справі. Успішні дії Скобелєва створили йому велику популярність в Росії і Болгарії, де його ім'ям були названі вулиці, площі і парки в багатьох містах. У 1907—1924 рр. місто Фергана носило назву «Скобелєв».
Після закінчення Російсько-турецької війни повернувся до Туркестану. В 1878—1880 командував корпусом. В 1880—1881 керував 2-ю Ахалтекінською експедицією, під час якої був завойований Туркменістан. В 1882, знаходячись в Парижі, виступив в захист балканських народів, проти агресивної політики Німеччини і Австро-Угорщини, що зумовило міжнародне ускладнення.
Був відкликаний імператором Олександром III і незабаром раптово помер. Серед найпопулярніших версій загибелі висувалися вбивство германською агентурою чи поліцаями імператора.

## Пам'ять
В 1912 році в Москві на Тверській площі на народні засоби Скобелєву був споруджений красивий пам'ятник, але в 1918 році він був знесений. Також йому були присвячені однойменний марш невідомого композитора, ряд вулиць, площ і проспект. 